# Gyeongbokgung

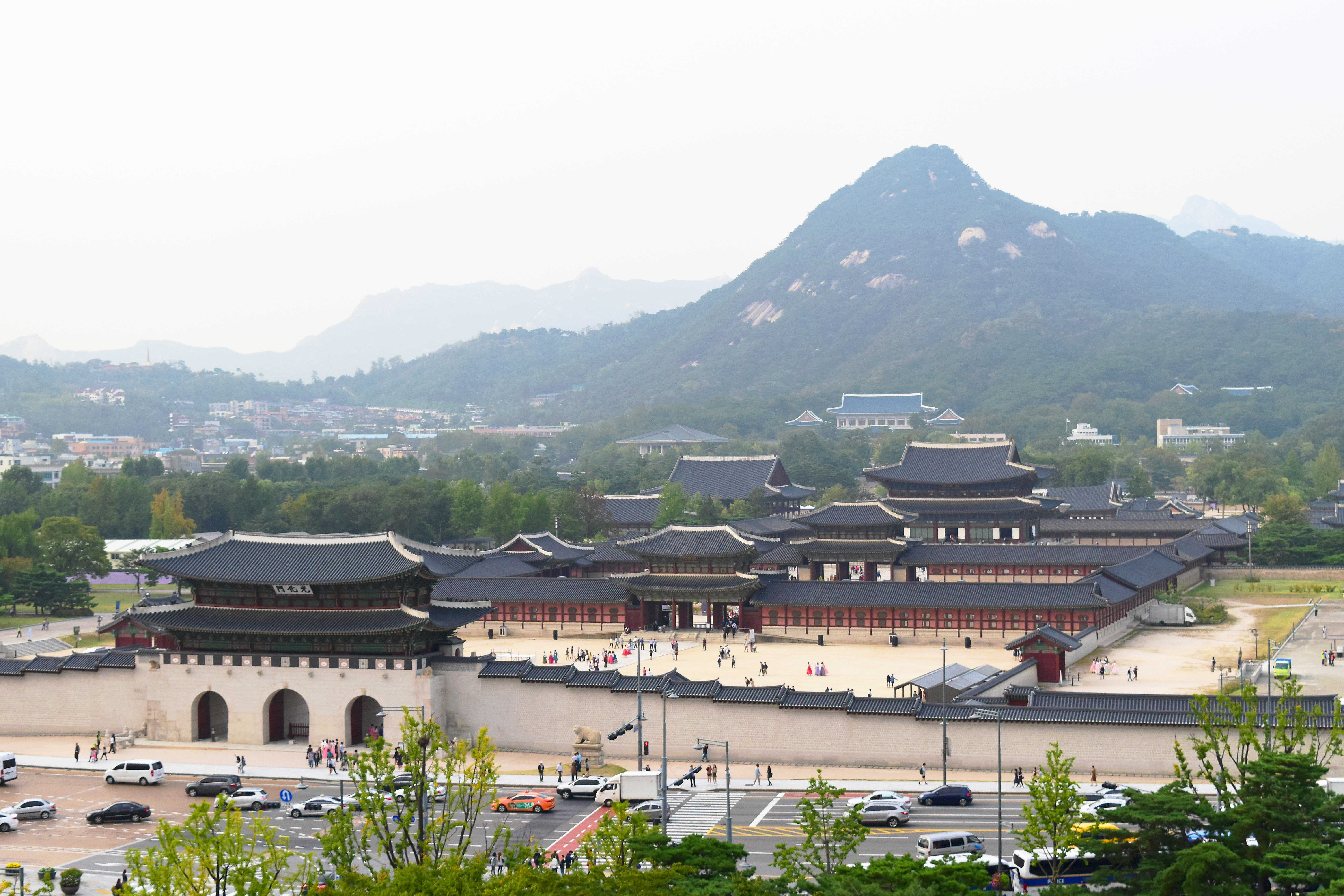
Übersicht des Gyeongbokgungs

Gyeongbokgung [kjəŋp'okk'uŋ] ist der erste der fünf Herrscherpaläste, die in Seoul während der Joseon-Dynastie errichtet wurden. Ihr Name bedeutet „Palast der strahlenden Glückseligkeit“.

## Geschichte
Der Gyeongbokgung-Palast wurde vom Gründer der Joseon-Dynastie, König Taejo (태조) (reg. 1392–1398) errichtet und im Jahr 1395 fertiggestellt. Der Name Gyeongbokgung wurde von Jeong Do-jeon, einem einflussreichen Minister der Regierung, gewählt. Der Palast wurde während der Herrschaft von König Taejong sowie König Sejong dem Großen kontinuierlich erweitert. Während des Imjin-Kriegs wurden alle Paläste Seouls durch japanische Truppen auf ihrem Rückzug in Brand gesetzt. Changdeokgung wurde wieder aufgebaut und diente als Hauptpalast. Gyeongbokgung war 250 Jahre lang verlassen, bevor es 1868 auf Befehl des Prinzregenten Daewongun wieder aufgebaut wurde. Auf einem mehr als 40 Hektar großen Grundstück waren rund 500 Gebäude errichtet und bildeten eine kleine Stadt.
Der Palast hat eine Grundfläche von 5,4 Millionen Quadratmetern und einen rechteckigen Grundriss. Auf der Südseite befindet sich der Haupteingang, Gwanghwamun. Die übrigen Tore des Komplexes haben folgende Namen: das nördliche, Sinmumun; die östliche, Yeongchumun; und der im Westen, Geonchunmun. Im Inneren des Palastes befinden sich Jeongak-Gebäude wie Geunjeongjeon, Gyotaejeon, Jagyeongjeon, Gyeonghoeru und Hyangwonjeong.
Am 8. Oktober 1895 brach am frühen Morgen eine japanische Einheit unter der Führung von Miura Gorō in den Palast ein und nachdem sie einige ihrer Hofdamen töteten, ermordeten sie Königin Min, brachten ihre Leiche in einen nahe gelegenen Wald, übergossen sie mit Benzin und verbrannten sie.
Die japanische Besatzungsmacht riss zwischen 1910 und 1945 den Großteil (rund 80 %) des Palastkomplexes nieder und errichtete die Residenz des Generalgouverneurs auf dem Gelände des ehemaligen Haupttores. Unter den Gebäuden, die nicht abgerissen wurden, befanden sich der Gyeonghoeru-Pavillon und Geunjeongjeon. Die Zerstörung erfolgte Schrittweise und hatte vorrangig symbolische Zwecke, denn sie sollte das Ende der koreanischen Monarchie darstellen. Die Erbauung des im westlichen Stil errichteten japanischen Hauptquartiers, anstellte Teilen des Palastes sollte die Überlegenheit des modernen Japan gegenüber dem alten Korea repräsentieren. Das Hauptquartiersgebäude wurde absichtlich unsymmetrisch direkt gegenüber dem verbliebenen Königspalast errichtet, sodass letzterer  erst aus direkter Nähe sichtbar ist. Der Ostteil des Komplexes wurde bis 1915 abgerissen und durch ein Museum für die einheimische koreanische Kultur ersetzt, die für die Auslöschung ausgerichtet war.
1990 begann man, den Palast in seiner ursprünglichen Form zu rekonstruieren. Das obstruierende japanische Hauptquartiersgebäude, welches bis dahin als Regierungsgebäude verwendet wurde, wurde 1992 entfernt, um die originalgetreue Rekonstruktion des ehemalige Haupttors (Heungryemun) zu ermöglichen. Die königlichen Gemächer und die Residenz des Kronprinzen wurden ebenfalls originalgetreu wiederhergestellt. Die Pläne der ersten Phase sahen vor, bis zum Jahr 2010 rund 40 % der Originalstruktur wiederhergestellt zu haben. Bis Ende 2009 waren etwa 40 % der Strukturen, die vor der japanischen Besetzung Koreas existierten, restauriert oder wieder aufgebaut. Das Restaurierungsprojekt der südkoreanischen Regierung ist auf mindestens 20 Jahre angelegt.

## Architektur

### Geunjeongjeon
[kɨnʝəŋʝən] (근정전, 勤政殿)
Das Gebäude mit seinem Vorhof diente hauptsächlich Zeremonien wie bei der Thronbesteigung oder beim Empfang hoher Gäste.

### Gyeonghoeru
[kjəŋhøru] (경회루, 慶會樓)
Das einstöckige Gebäude war auf einer kleinen, künstlich angelegten Insel gebaut, um das herum ein Teich ebenfalls künstlich angelegt war. Auf die Insel setzt man sich durch eine Brücke über. Hauptsächlich diente das Gebäude und der Teich zum Fest.

### Weitere Gebäude
- Gangnyeongjeon (강녕전, 康寧殿)
- Jagyeongjeon (자경전, 慈慶殿)
- Hyangwonjeong (향원정, 香遠亭)
- Donggung (동궁, 東宮)

## Galerie

Gyeongbokgung – 경복궁
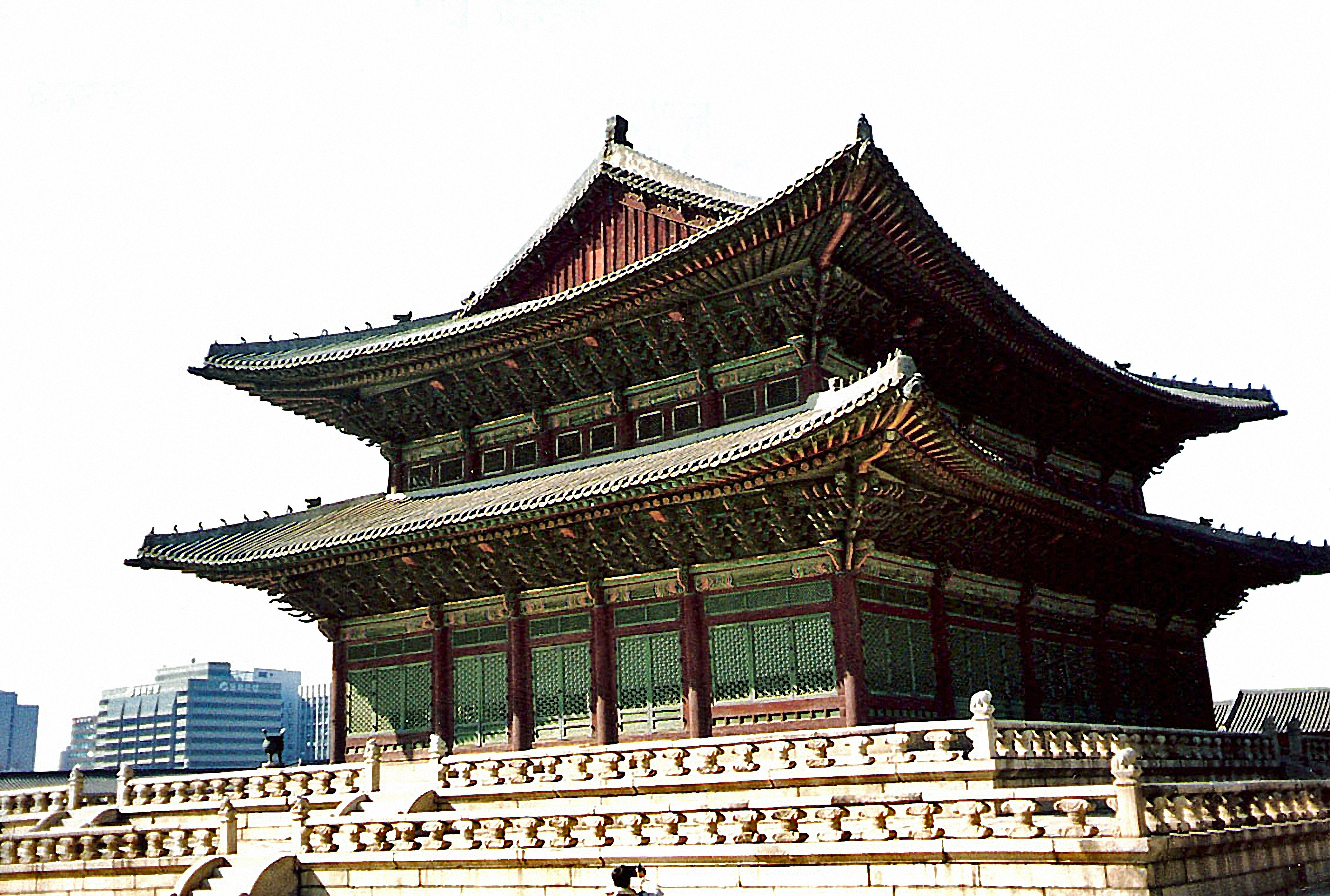
Gyeongbokgung
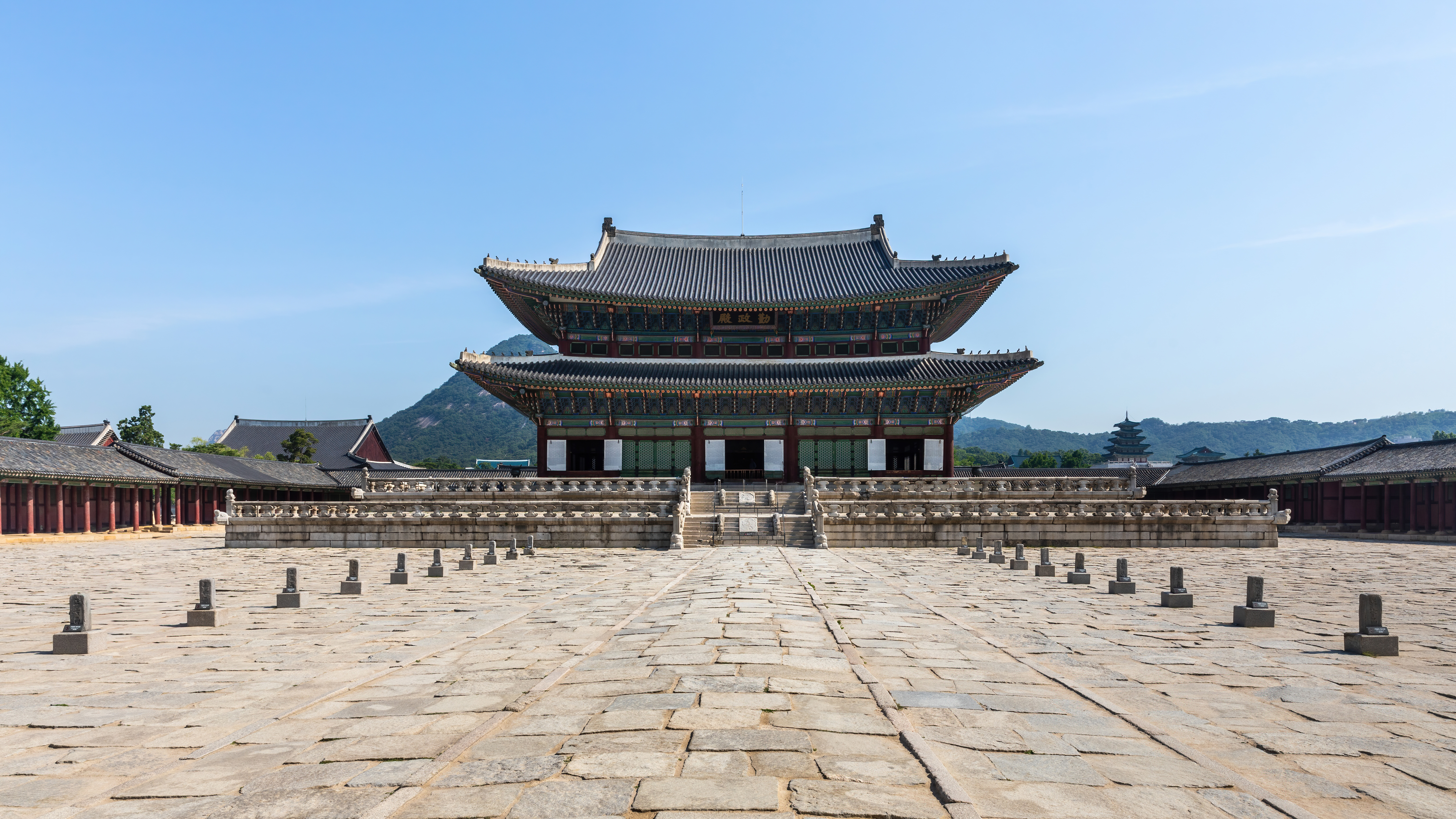
Geunjeongjeon
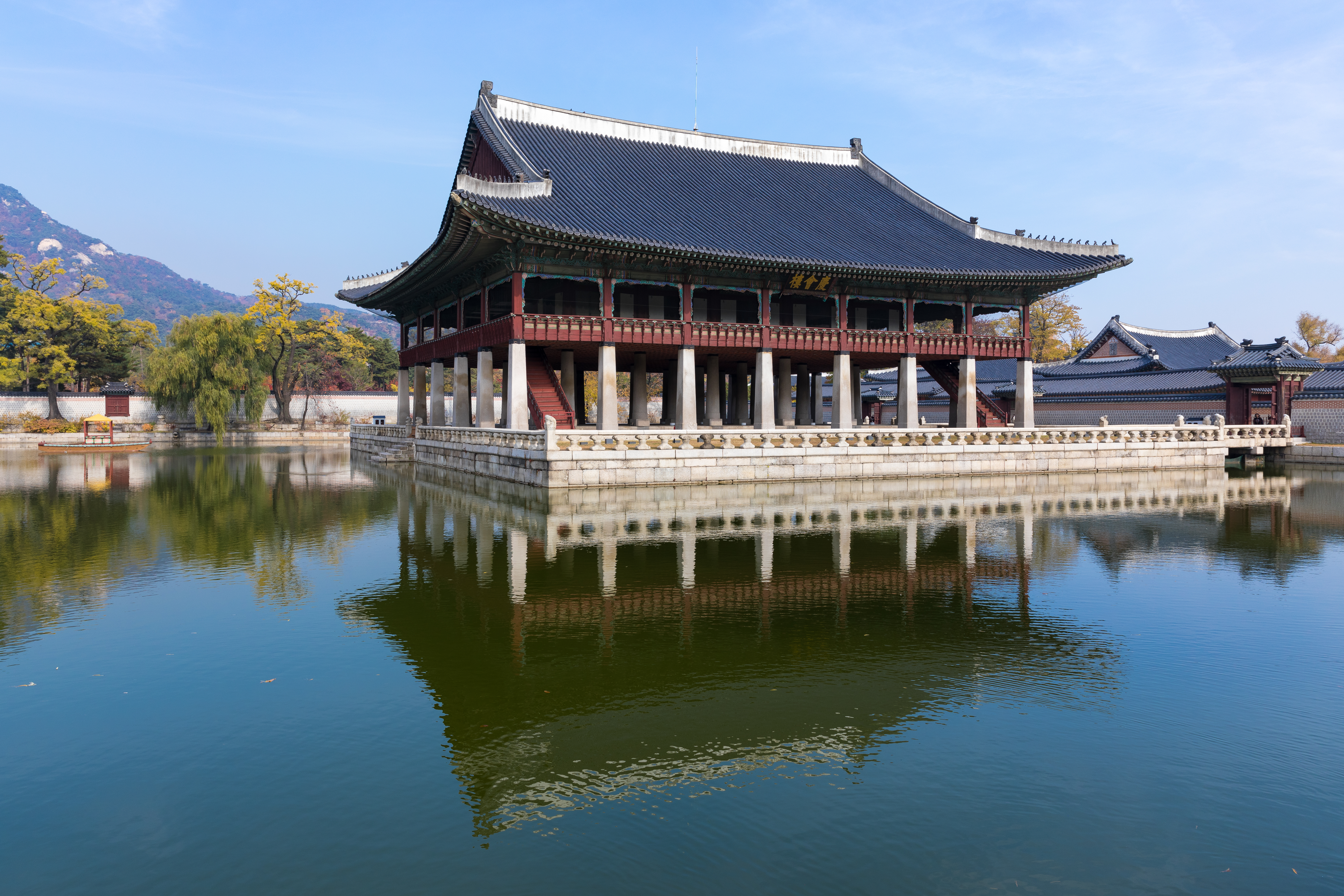
Gyeonghoeru
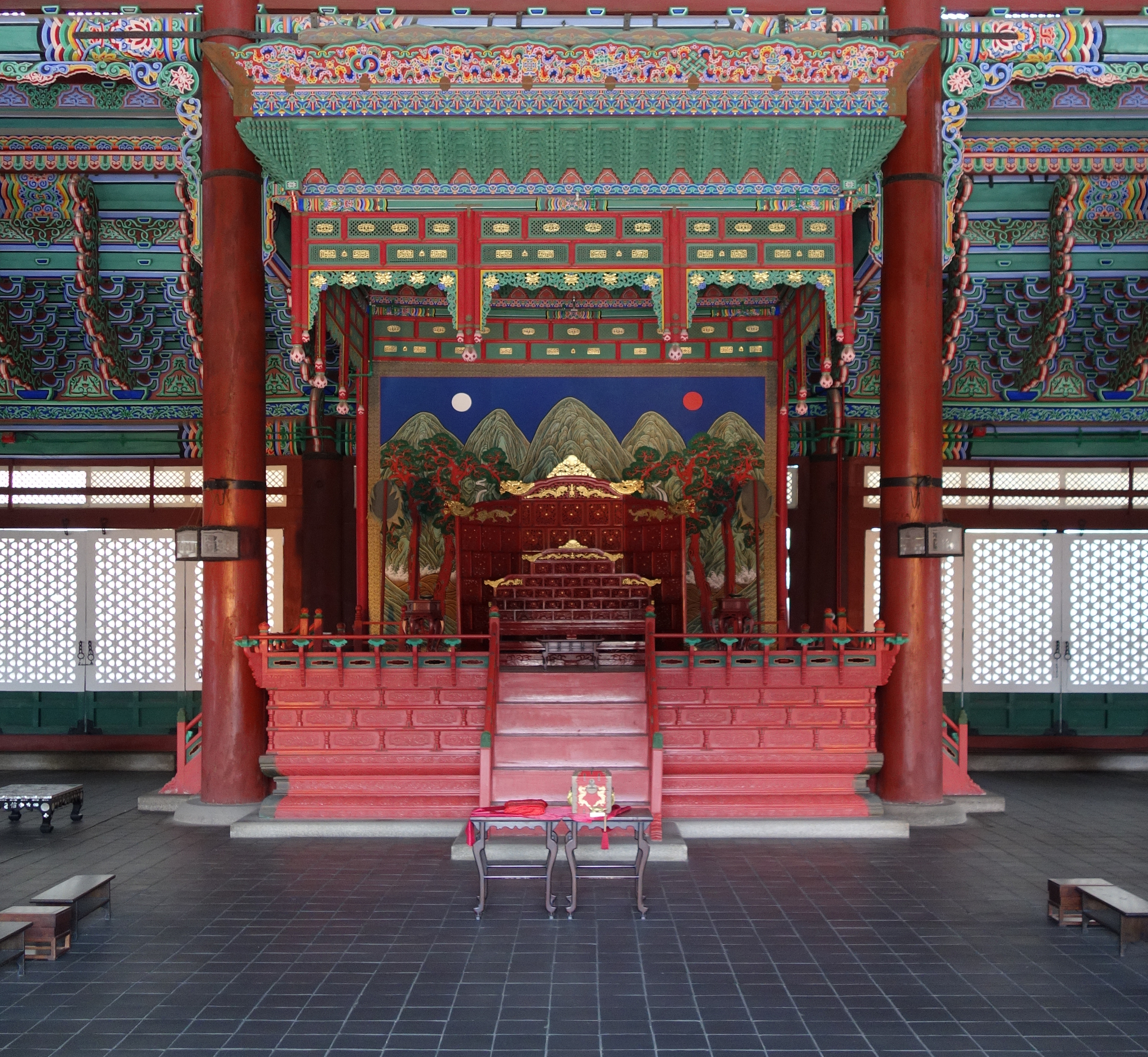
Thronsitz des Gyeongbokgungs